# Nominatif
 (septembre 2024).
Si vous disposez d'ouvrages ou d'articles de référence ou si vous connaissez des sites web de qualité traitant du thème abordé ici, merci de compléter l'article en donnant les références utiles à sa vérifiabilité et en les liant à la section « Notes et références ».
En linguistique, le nominatif (abréviation : nom) est un cas grammatical exprimant la fonction syntaxique de sujet d'un verbe transitif ou intransitif, c'est-à-dire l'actant dit acteur (dans la diathèse active), ou sujet patient (dans la diathèse passive). En grammaire de l'ancien français, on le nomme cas sujet. 

## Utilisation
Le nominatif est utilisé soit pour indiquer le sujet d'une phrase, soit pour indiquer un attribut d'un sujet au nominatif (il est un homme, il devient un homme, il semble être un homme). En revanche, l'interjection, l'exclamation sont rendues par le vocatif.
L'usage du nominatif peut varier parmi les langues flexionnelles. Dans sa fonction d'expression du sujet, il caractérise, avec l'accusatif, une langue accusative. Il y a un système différent, appelé langue ergative, caractérisé par l'ergatif et l'absolutif.
Dans les langues à déclinaisons, comme l'allemand, le latin et l’islandais (voir grammaire islandaise), le nominatif peut être la forme normale du mot, celle du dictionnaire, qui s'appelle le lemme. Ce n'est pas vrai dans toutes les langues : en sanskrit, par exemple, on cite souvent les noms sous leur thème morphologique, sans les désinences : aśva-, « cheval » (et non aśvas).

## Exemple en latin
- Exemple de nominatif en latin, sujet d'un verbe transitif et intransitif, et attribut du sujet :

Homo magnus est. (« L'homme est grand. ») Homo (-inis, nom masculin) est sujet, donc il est au nominatif, et magnus (a, um, adjectif) est au même cas, car il est attribut du sujet (en raison du verbe être).
Homo epistulam legit. (« L'homme lit la lettre. ») Homo (-inis, nom masculin) est sujet, donc il est au nominatif, alors que epistula (-ae, nom féminin) est complément d'objet direct, et donc au cas accusatif.
| Nombre    | 1re déclinaison   | 2e déclinaison       | 3e déclinaison         | 4e déclinaison    | 5e déclinaison   |
| --------- | ----------------- | -------------------- | ---------------------- | ----------------- | ---------------- |
| Singulier | rosa (la rose)    | dominus (le maître)  | consul (le consul)     | manus (la main)   | dies (le jour)   |
| Pluriel   | rosae (les roses) | domini (les maîtres) | consules (les consuls) | manus (les mains) | dies (les jours) |

## Exemples en allemand
- Exemple de nominatif en allemand, sujet d'un verbe transitif et intransitif, et attribut du sujet :

Der Mann ist groß. (« L'homme est grand. ») Mann (¨-er, nom masc.) est sujet, donc il est au nominatif, et groß (adjectif) est au même cas, car il est attribut du sujet (en raison du verbe être).
Der Mann liest den Brief. (« L'homme lit la lettre. ») Mann (¨-er, nom masculin) est sujet, donc il est au nominatif, alors que Brief (-e, nom masculin) est complément d'objet direct, et donc au cas accusatif.

## Cas particulier de l'ancien français
L'ancien français a gardé une déclinaison à deux cas : le cas sujet (correspondant au nominatif et au vocatif), et le cas régime, utilisé dans tous les autres cas, dérivé de l'accusatif latin. On opposait ainsi au singulier li murs (cas sujet), le mur (cas régime), et au pluriel li mur (cas sujet), les murs (cas régime). Parfois, le cas sujet singulier était fort différent des autres : li cuens, le conte (sing.), li conte, les contes (plur.), du latin comes, -itis (compagnon [de l'empereur], « comte »). Les noms propres offraient des exemples fréquents : Georges / George ; Gui / Guyon ; Guennes / Ganelon, etc.
La forme unique du français moderne dérive le plus souvent du cas régime, ce qui explique le -s du pluriel (terminaisons en -as, -os ou -es en latin). Il y a cependant un certain nombre d'exceptions pour lesquelles le cas sujet a survécu, essentiellement les noms de personnes : ex. prestre / provoire (« prêtre ») ; ancestre / ancessor (« ancêtre ») ; traïtre / traïtor (« traître ») ; suer / seror (« sœur ») et de nombreux prénoms.  Dans quelques cas, le cas sujet et le cas régime se sont tous deux maintenus dans la langue moderne, parfois avec des sens différents : c'est le cas pour gars / garçon ; copain / compagnon ; sire / seigneur ; pâtre / pasteur ; nonne / nonnain et pute / putain.